# Choctaw (cratera)
Choctaw é uma cratera marciana. Tem como característica 23.8 quilômetros de diâmetro. Deve o seu nome a Choctaw, uma localidade em Ohio, nos Estados Unidos.